# توبياس ميخائيل كايل آسر
توبياس ميخائيل كايل آسر (Tobias Michael Carel Asser) هو خبير قانوني هولندي ولد في 28 أبريل 1838 بأمستردام وتوفي في 29 يوليو 1913 بلاهاي.
درس بين 1862 و 1893 القانون الدولي في أتنهاوم وفي جامعة أمستردام. في سنة 1875 عمل مستشارا لوزارة الخارجية ولوزير الدولة سنة 1904. في سنة 1869 كان أحد مؤسسي مجلة القانون الدولي والتشريع المقارن (Revue de droit international et de législation comparée). ترأس في سنة 1893 و 1894 و 1900 و 1901 مؤتمر لاهاي.
تحصل سنة 1911 على جائزة نوبل للسلام مع ألفريد هيرمان لإنشائهما المحكمة الدائمة للتحكيم في لاهاي.

## روابط خارجية
- توبياس ميخائيل كايل آسر على موقع الموسوعة البريطانية (الإنجليزية)
- توبياس ميخائيل كايل آسر على موقع إن إن دي بي (الإنجليزية)